# Alain Bouffard
Alain Bouffard (Nantes, 24 de septiembre de 1939) es un deportista francés que compitió en remo como timonel. Ganó dos medallas en el Campeonato Mundial de Remo de 1962 y una medalla en el Campeonato Europeo de Remo de 1961.

## Palmarés internacional
| Campeonato Mundial | Campeonato Mundial     | Campeonato Mundial | Campeonato Mundial |
| Año                | Lugar                  | Medalla            | Prueba             |
| ------------------ | ---------------------- | ------------------ | ------------------ |
| 1962               | Lucerna (Suiza)        | Medalla de plata   | Cuatro con timonel |
| 1962               | Lucerna (Suiza)        | Medalla de bronce  | Ocho con timonel   |
| Campeonato Europeo |                        |                    |                    |
| Año                | Lugar                  | Medalla            | Prueba             |
| 1961               | Praga (Checoslovaquia) | Medalla de bronce  | Ocho con timonel   |